# Ranunculus elymaiticus
Ranunculus elymaiticus är en ranunkelväxtart som beskrevs av Pierre Edmond Boissier och Hausskn.. Ranunculus elymaiticus ingår i släktet ranunkler, och familjen ranunkelväxter. Inga underarter finns listade i Catalogue of Life.